# Peka Peka (Nouvelle-Zélande)
Peka Peka, parfois appelé Pekapeka, est une localité côtière faiblement habitée, située dans le district de Kapiti Coast dans le sud de l’Île du Nord de la Nouvelle-Zélande.

## Situation
Elle est localisée juste en dehors de la route State Highway 1/S H 1 et du chemin de fer de la ligne principale de l'île du Nord (en) entre les villes de Waikanae et celle de Te Horo .

## Population
Sa population selon le recensement de 2001 en Nouvelle-Zélande (en) était de 195 habitants, en augmentation de 154 % ou 51 personnes depuis le recensement de 1996.

## Evènement
Peka Peka connue de façon  brève au niveau international, quand un jeune Manchot empereur, surnommé Happy Feet, apparu sur la plage de Peka Peka le 21 juin 2011. Les manchots Empereurs ne sont habituellement retrouvés uniquement en Antarctique.